# Gare du Châtelard VS
Ne doit pas être confondu avec Gare de Châtelard VD ou Gare du Châtelard-Frontière.
La gare du Châtelard VS est une gare ferroviaire située sur le territoire de la localité du Châtelard appartenant à la commune suisse de Finhaut, dans le canton du Valais.

## Situation ferroviaire
Établie à 1 125 mètres d'altitude, la gare du Châtelard VS est située au point kilométrique 17,75 de la ligne à écartement métrique de Martigny au Châtelard.
Elle est dotée de deux voies dont une en impasse encadrant un unique quai central.
Le 14 mai 2025, une nouvelle gare est inaugurée, et elle est déplacée à 200 plus loin en direction de Martigny. Elle se situe donc à proximité du funiculaire Verticalp Emosson. Le quai est plus long (70 mètres) et plus haut, facilitant l'accès au train pour les personnes à mobilité réduite.

## Histoire
La gare du Châtelard VS a été mise en service en 1906 avec le chemin de fer de Martigny au Châtelard,.
Une nouvelle gare a été construite dans la galerie couverte préexistante au droit du funiculaire pour un montant de 2 millions de francs suisses. Dotée d'un quai de 70 mètres de long rehaussé, elle est rendue accessible aux personnes à mobilité réduite. Elle a été inaugurée le 14 mai 2025,,.

## Service des voyageurs

### Accueil
Gare des TMR, elle est dotée d'un quai latéral et d'un distributeur automatique de titres de transport.
La gare est accessible aux personnes à mobilité réduite.

### Desserte
La gare du Châtelard VS est desservie toutes les heures par les trains Regio reliant Martigny à Vallorcine. En heure de pointe du soir, un train supplémentaire complète la cadence entre Martigny et le Châtelard-Frontière.

### Intermodalité
La gare est en correspondance avec le funiculaire du Châtelard faisant partie du site touristique Verticalp Emosson.